# Prenylacetat
Prenylacetat ist ein Carbonsäureester, der sich aus Prenylalkohol und Essigsäure durch Veresterung bildet. 

## Vorkommen

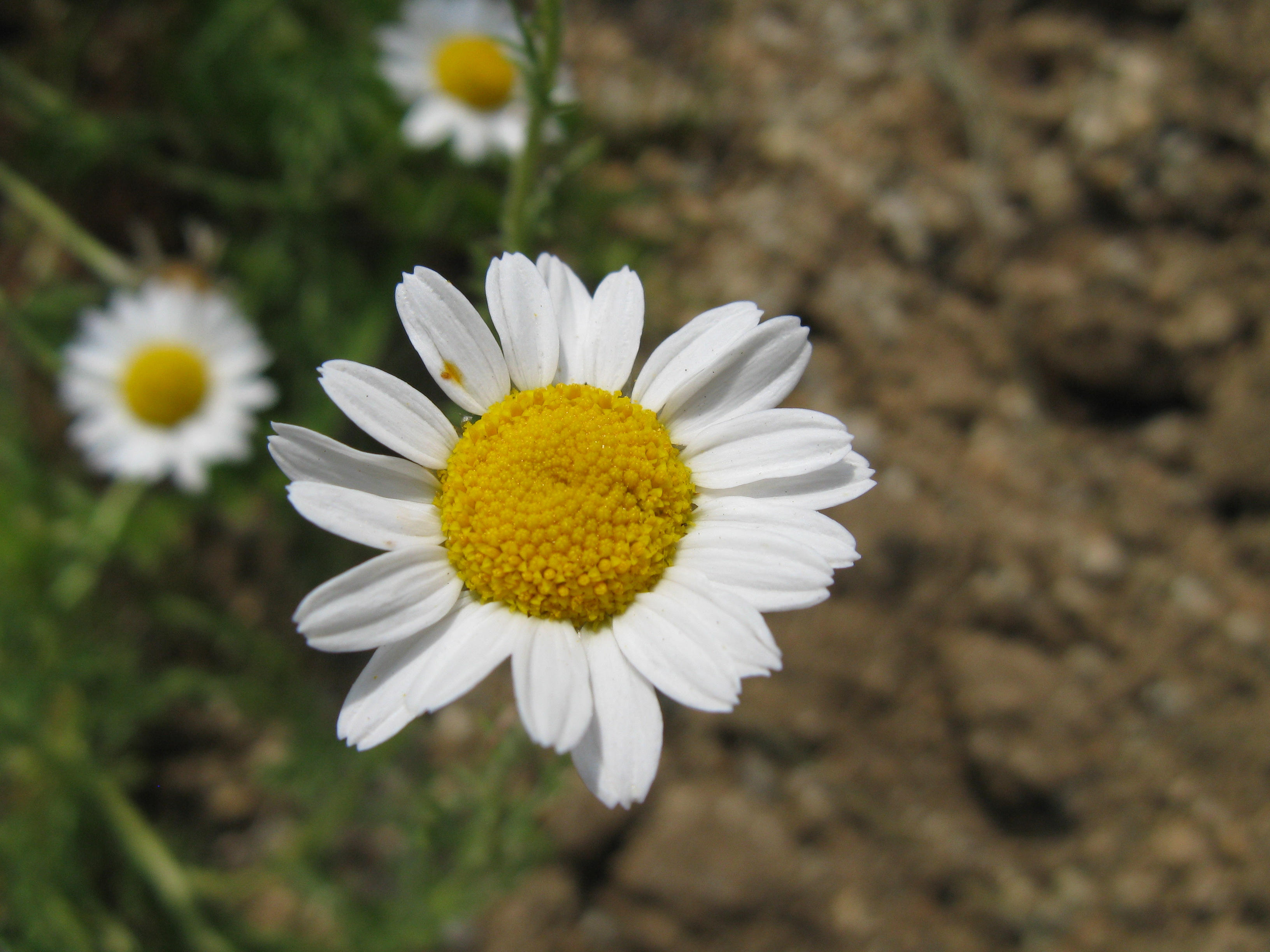
Das ätherische Öl der Römischen Kamille enthält Prenylacetat

Das ätherische Öl der Römischen Kamille enthält etwa 1,4 % Prenylacetat. Es wurde außerdem in Propolis, Rosen, Bananen, dem Palmfarn Macrozamia miquelli (Gattung Macrozamia), der Strauß-Narzisse und Pepino nachgewiesen. In geringer Menge ist es in der Chinesischen Zwergkirsche (Cerasus humilis) enthalten.

## Herstellung
Prenylacetat kann durch Acetylierung von Prenylalkohol mit Acetylchlorid in Gegenwart einer Base (z. B. Triethylamin) hergestellt werden.

## Eigenschaften
In einer Studie wirkte die Verbindung abschreckend gegen Feuerameisen (Solenopsis invicta).

## Verwendung
Prenylacetat mit einer Reinheit von mindestens 95 % ist in der EU unter der FL-Nummer 09.692 als Aromastoff für Lebensmittel allgemein zugelassen.
In der organischen Synthese kann Prenylacetat als Edukt für die Herstellung von Boronsäuren dienen, die eine Prenylgruppe tragen. Diese wiederum können zu Prenylierung von Aromaten über eine Suzuki-Kupplung verwendet werden. Es wurde auch schon für die Synthese von Terpen-Vorstufen und von Vitamin A verwendet.